# Nove Klynove
Nove Klynove, dříve Dvůr Aklínský, ukrajinsky Нове́ Кли́нове, maďarsky Újakli, dříve Aklitanya, je osada obce Nevetlenfolu, v Pyjterfolvivské vesnické komunitě v okrese Berehovo v Zakarpatské oblasti Ukrajiny. V roce 2001 v obci žilo 313 obyvatel, z toho bylo 68,47 % obyvatel maďarské národnosti.

## Historie
První písemné zprávy o této osadě pocházejí ze 14. století. Koncem 20. let 20. století byla ves, během československé agrární reformy, osídlena přistěhovalci z oblasti Rachova; podstatou reformy bylo, že velké pozemky byly omezeny na 150 hektarů orné půdy. Stát přebytky prodal bezzemkům, kteří pocházeli především z horských oblastí. Pro usnadnění koupě byly poskytnuty půjčky ze svěřenských fondů.